# Destins (film, 1946)
Pour les articles homonymes, voir Destins (homonymie).
Pour plus de détails, voir Fiche technique et Distribution.
Destins est un film français réalisé par Richard Pottier, sorti en 1946.

## Synopsis
André Cartier se retrouve aux prises avec son frère jumeau tout juste sorti de prison.

## Fiche technique
- Titre : Destins
- Réalisation : Richard Pottier
- Scénario : Jean-Pierre Feydeau
- Photographie : André Germain
- Montage : Jean Pouzet
- Musique : Vincent Scotto, Francis Lopez, Al Stone, Henri Martinet
- Auteur des chansons originales : Raymond Vinci
- Direction musicale : Raymond Legrand
- Décors : Robert Hubert
- Son : Paul Boistelle
- Directeur de production : Édouard Harispuru
- Société de production : Compagnie commerciale française cinématographique
- Société de distribution : Compagnie commerciale française cinématographique
- Format : Noir et blanc — 35 mm — 1,37:1 — Son : Mono
- Genre : Comédie dramatique, Comédie musicale
- Durée : 88 minutes
- Date de sortie : 18 décembre 1946
- Date de sortie DVD : 10 juillet 2008

## Distribution
- Tino Rossi : André Cartier / Fred Cartier
- Micheline Francey : Jacqueline Cartier
- Mila Parely : Clara Cartier
- Marcelle Géniat : Mme Moretti
- Armand Bernard :  Lobligeois
- Paul Azaïs
- Paul Demange : le détective
- Philippe Hersent
- Paul Ollivier
- Marcel Charvey
- Gabrielle Fontan : la faiseuse de réussites
- Guy Fournier
- Charles Gérard
- Léon Larive
- Julien Maffre
- Émile Riandreys

## Autour du film
- C'est dans ce film que Tino Rossi interprète pour la première fois Petit Papa Noël. Il avait lui-même choisi cette chanson dont les paroles ont été écrites par Raymond Vincy, et la musique composée par Henri Martinet.